# 울산쇠부리축제
울산쇠부리축제는 울산광역시 북구에서 개최하는 축제이다.
유구한 철의 역사를 통해 세계적인 산업도시로 성장한 울산과 선조들의 빛나는 철기문화가 하나되는 산업역사와 문화가 공존하는 울산 대표 민속축제.
○ 연혁
2022년 5월 13일 ~ 15일 제18회 울산쇠부리축제 개최
2021년 10월 20일 ~ 24일 제17회 울산쇠부리축제 개최
2020년 10월 9일 ~ 11일 제16회 울산쇠부리축제 개최
2019년 5월 10일 ~ 12일 제15회 울산쇠부리축제 개최
2018년 5월 11일 ~ 13일 제14회 울산쇠부리축제 개최
2017년 5월 12일 ~ 14일 제13회 울산쇠부리축제 개최
2016년 5월 13일 ~ 15일 제12회 울산쇠부리축제 개최
2015년 5월 15일 ~ 17일 제11회 울산쇠부리축제 개최
2014년 6월 20일 ~ 22일 제10회 울산쇠부리축제 개최
2013년 5월 10일 ~ 12일 제9회 울산쇠부리축제 개최
2012년 5월 11일 ~ 13일 제8회 울산쇠부리축제 개최
2011년 4월 22일 ~ 24일 제7회 울산쇠부리축제 개최
2010년 6월 18일 ~ 20일 제6회 울산쇠부리축제 개최
2009년 5월 8일 ~ 10일 제5회 울산쇠부리축제 개최
2008년 4월 25일 ~ 27일 제4회 울산쇠부리축제 개최
2007년 4월 29일 ~ 29일 제3회 울산쇠부리축제 개최
2006년 5월 16일 ~ 18일 제2회 울산쇠부리축제 개최
2005년 5월 10일 ~ 11일 제1회 울산쇠부리축제 개최